# Округ Мејсон (Западна Вирџинија)
Округ Мејсон (енгл. Mason County) је округ у америчкој савезној држави Западна Вирџинија.

## Демографија
По попису из 2010. године број становника је 27.324, што је 1.367 (5,3%) становника више него 2000. године.
| Група             | 2000.          | 2010.          |
| Белци             | 25.441 (98,0%) | 26.618 (97,4%) |
| Афроамериканци    | 130 (0,5%)     | 171 (0,6%)     |
| Азијати           | 71 (0,3%)      | 90 (0,3%)      |
| Хиспаноамериканци | 121 (0,5%)     | 119 (0,4%)     |
| Укупно            | 25.957         | 27.324         |